# 팰컨 (프로그래밍 언어)
팰컨(Falcon)은 오픈 소스 멀티 패러다임 프로그래밍 언어이다. 설계와 구현은 이탈리아 볼로냐 출생이자 피스토이아 정보기술 동문인 지안카를로 니콜라이(Giancarlo Niccolai)가 주도하였다.
팰컨은 평가를 위해 컴퓨터 소스 코드를 가상 머신 명령으로 변환한다. 이 가상 머신은 독립적인 인터프리터의 역할뿐 아니라, 타사 임베드 애플리케이션에 통합하기 위해 고안되었다.

## 역사
작고 빠른 가상 머신을 만들기 위해 2002년 개발된 소형 프로젝트 HASTE가 곧 팰컨 프로그래밍 언어로 발전하였다. 2008년 초에 이 패키지는 우분투의 한 패키지로서 오픈 소스 라이선스 하에 처음 배포되었으며, KDE 4 스크립팅 프레임워크에도 포함되어 있다.